# Ямангой
Яманго́й — аул в Нефтекумском районе (городском округе) Ставропольского края России. 

## Этимология
Существует несколько версий возникновения названия аула:

Происхождение ойконима [Ямангой] связывают с колодцем: Яман «плохой», куйы «колодец» — Яман куйы > Ямангой «Плохой колодец или колодец с непригодной для питья водой». Более вероятна связь с термином гоьй // коьй «поселение, станица». Яман «плохой» + коьй «станица» > Ямангой.— Булгарова, М. А. Ногайская топонимия
Варианты названия
- Ямонгайск, Ямонгой[2]
- Яман-Гой, Эмангой[4]

## География
Расстояние до краевого центра: 238 км.
Расстояние до районного центра: 40 км.

## История
Образован не позднее 1916 года. Упоминается Ачикулакским приставом по опросным листам в мае 1916 года.
До 1 мая 2017 года аул входил в упразднённый Новкус-Артезианский сельсовет.

## Население
| 1926 | 1989 | 2002 | 2010 | 2014 | 2023 |
| ---- | ---- | ---- | ---- | ---- | ---- |
| 878  | ↘478 | ↗684 | ↘556 | ↗600 | ↘500 |

По данным переписи 2002 года, 69 % населения — ногайцы.

## Инфраструктура
- Сельская библиотека. Открыта 3 мая 1953 года[10]
- Основная общеобразовательная школа № 19[11]

## Памятники
- Братская могила 40 советских воинов, погибших в борьбе с фашистами. 1942, 1946 года[12]

## Кладбища
В границах населённого пункта расположено 5 открытых кладбищ: 2 общественных и 3 вероисповедальных.